# John Morris, Baron Morris of Borth-y-Gest
John William Morris, Baron Morris of Borth-y-Gest CH PC MC KC (* 11. September 1896 in Liverpool; † 9. Juni 1979) war ein britischer Jurist, der zuletzt als Lord of Appeal in Ordinary aufgrund des Appellate Jurisdiction Act 1876 als Life Peer auch Mitglied des House of Lords war.

## Leben
Morris trat zu Beginn des Ersten Weltkrieges 1914 seinen Militärdienst bei den Royal Welch Fusiliers an und wurde zuletzt zum Hauptmann befördert. Für seine militärischen Verdienste wurde er mit dem Military Cross ausgezeichnet und begann nach Kriegsende ein Studium der Rechtswissenschaften an der Harvard University sowie der Trinity Hall der University of Cambridge. Dort war er 1919 Präsident der Cambridge Union Society und erhielt 1921 seine anwaltliche Zulassung bei der Rechtsanwaltskammer (Inns of Court) von Inner Temple. Im Anschluss nahm er eine Tätigkeit als Barrister auf und wurde bereits 1925 für seine anwaltlichen Verdienste zum Kronanwalt (King’s Counsel) ernannt.
1938 wurde als bis dahin jüngster Jurist Berufungsrichter (Judge of Appeal) am heutigen Obergericht der Isle of Man (Isle of Man High Court) und übte diese Funktion bis 1947 aus. 1951 erfolgte seine Berufung zum Richter (Lord Justice of Appeal) am Court of Appeal, dem für England und Wales zuständigen Appellationsgericht, an dem er bis 1960 tätig war. Daneben wurde er 1951 auch zum Privy Councillor ernannt.
Zuletzt wurde Morris durch ein Letters Patent vom 7. Januar 1960 aufgrund des Appellate Jurisdiction Act 1876 als Life Peer mit dem Titel Baron Morris of Borth-y-Gest, of Borth-y-Gest in the County of Caernarvonshire, zum Mitglied des House of Lords in den Adelsstand berufen und wirkte bis zu seinem Eintritt in den Ruhestand am 10. Januar 1975 als Lordrichter (Lord of Appeal in Ordinary). 1975 wurde Baron Morris in den nur 65 Mitglieder umfassenden Order of the Companions of Honour berufen.